# Edificio incompiuto
Un edificio incompiuto è un edificio (o altra struttura architettonica come un ponte o una strada) i cui lavori di costruzione si sono interrotti e il progetto è stato abbandonato. L'espressione può riferirsi anche a edifici che sono attualmente in costruzione, in particolare quelli che sono stati ritardati o quelli in cui i lavori di costruzione procedono con estrema lentezza. Sono molti i progetti di costruzione o di ingegneria rimasti incompiuti. Uno degli edifici incompiuti più noti è la Sagrada Família di Antoni Gaudí a Barcellona, una chiesa in costruzione dal 1880, che potrebbe essere completata comunque non prima del 2030.

## Costruzioni parzialmente completate
Sono numerosi gli edifici che rimangono parzialmente costruiti, alcuni dei quali possono essere utilizzati anche allo stato incompleto.
Alcuni edifici sono oggetto di un processo di costruzione quasi perpetuo, con lavori della durata di decenni o addirittura secoli. La Sagrada Família di Antoni Gaudí a Barcellona, in Spagna, è in costruzione da circa 140 anni (lavori iniziati nel 1880). Il completamento della costruzione è stato ritardato dalla guerra civile spagnola, durante la quale i modelli originali e parti del palazzo stesso sono andati distrutti. Il Duomo di Colonia, in Germania, ha atteso 632 anni per essere completato: i lavori iniziarono infatti nel 1248 e terminarono nel 1880.

### Edifici (e altre strutture) mai completate
Elenco degli edifici rimasti incompleti:
- Cattedrale di Santa Maria Assunta, Siena, Italia
- Complesso della Santissima Trinità, Venosa, Italia
- Goodwood House, West Sussex, Regno Unito
- Castello di Herrenchiemsee, Baviera, Germania
- Woodchester Mansion, Stroud, Gloucester, Regno Unito
- Parliament House, Wellington, Nuova Zelanda
- Bishop Castle, Colorado, USA
- Super Power Building, Clearwater, Florida, USA
- Boldt Castle, Thousand Islands, New York USA
- National Monument Edimburgo, Scozia
- Ajuda National Palace, Lisbona, Portogallo
- Cuenca Cathedral, Cuenca, Spagna
- Winchester House, San Jose (California), USA
- Castello di Neuschwanstein, Baviera, Germania
- Torre de la Escollera, Cartagena de Indias, Colombia
- Plaza Rakyat, Kuala Lumpur, Malaysia
- Rotonda Antonelliana, Castellamonte, Italia
- Real Albergo dei Poveri, Napoli, Italia
- Vela di Calatrava, Roma, Italia
- Torre televisiva di Ekaterinburg, Ekaterinburg, Russia

Edifici i cui lavori di costruzione procedono con estrema lentezza:
- Cattedrale di Saint John the Divine, New York USA
- Sagrada Família, Barcellona, Spagna
- Kaliakra transmitter, Cape Kaliakra, Bulgaria
- Cattedrale di Westminster, Londra, Regno Unito

## Progetti incompiuti

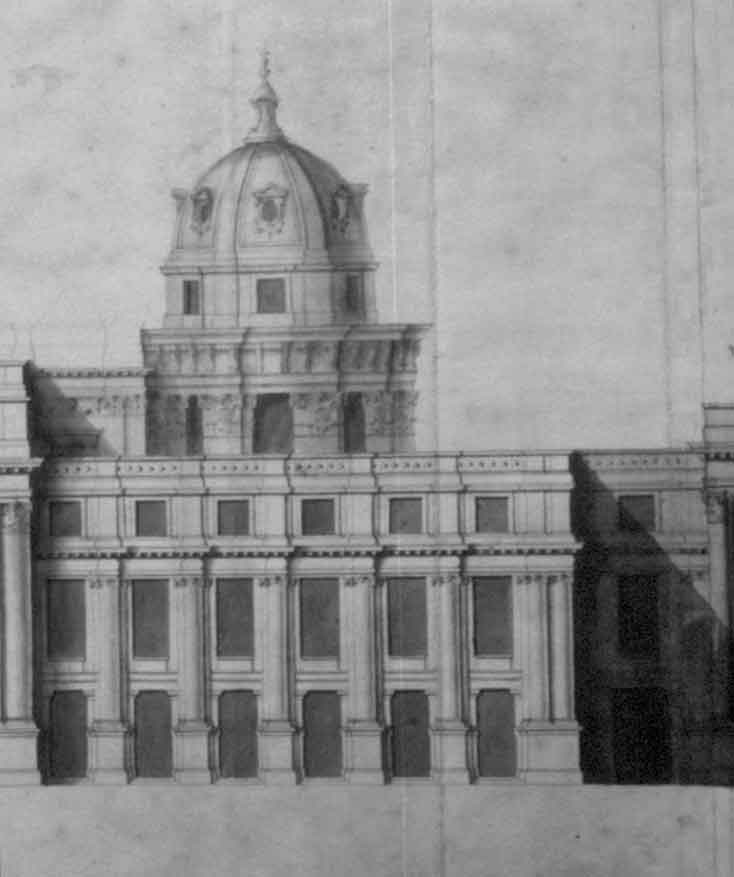
Uno schizzo di Christopher Wren nel 1698 per una riedificazione del Palazzo di Whitehall.

A causa delle interruzioni durante la progettazione, molti edifici non sono neanche arrivati nella fase di costruzione. Un esempio sono i disegni commissionati da Ludovico II di Baviera per il Castello di Falkenstein. I primi due progetti sono stati respinti: uno a causa dei costi elevati e l'altro perché non gradito a Ludovico. L'ultimo invece è stato completato, ma il sovrano morì prima che iniziassero i lavori.
Il Palazzo di Whitehall, a Londra, all'epoca il più grande palazzo d'Europa, fu in gran parte distrutto da un incendio nel 1698. Sir Christopher Wren, famoso per il ruolo avuto nella ricostruzione di diverse chiese dopo il grande incendio di Londra nel 1666, disegnò un progetto per ricostruire parte del palazzo, ma i costi elevati ne impedirono la realizzazione.
Anche senza essere costruiti, molti progetti architettonici hanno avuto un'influenza duratura nel tempo come ad esempio nel costruttivismo russo, iniziato nel 1914, insegnato nella scuola di architettura del Bauhaus.

### Progetti mai realizzati
- Grattacielo Illinois
- Millennium Tower
- Point Park Civic Center
- Piramide di Tokyo
- Sky City 1000
- Tatlin's Tower
- Ville Contemporaine
- Volkshalle
- X-Seed 4000
- Palace of the Soviets
- Noida Tower